# Терсейра (аеропорт)
Аеропорт Терсейра або Аеропорт Лажеш порт. Aeroporto das Lajes (IATA: TER, ICAO: LPLA) розташований у парафії Віла-даш-Лажеш, у муніципалітеті Прая-да-Віторія, на острові Терсейра, на Азорських островах.

## Огляд
Аеропорт Лажеш не тільки обслуговує Терсейру, але також є вузлом, що забезпечує міжнародний доступ до Азорських островів. Має спільну злітно-посадкову смугу та контрольно-допоміжні структури з військовим летовищем Лажеш.
Його злітно-посадкова смуга є найдовшою серед аеропортів Азорських островів, її довжина становить близько 4000 м. Термінал (ACL) має пропускну здатність 750 000 пасажирів на рік і 360 пасажирів на годину.

## Авіалінії та напрямки
| Авіакомпанія        | Пункт призначення                                                                          |
| ------------------- | ------------------------------------------------------------------------------------------ |
| Azores Airlines     | Бостон-Логан, Лісабон, Порту, Торонто–Пірсон Сезонно: Монреаль–Трюдо, New York–JFK, Окленд |
| British Airways     | Сезонно: Лондон–Хітроу                                                                     |
| Ryanair             | Лісабон, Порту Сезонно: Лондон–Станстед                                                    |
| SATA Air Açores     | Корву, Флореш, Грасіоза, Орта, Піку, Понта-Делгада, Сан-Жорже                              |
| TAP Air Portugal    | Лісабон                                                                                    |
| TUI fly Netherlands | Сезонно: Амстердам                                                                         |

## Пасажирообіг
Див. джерело запитів Вікіданих та джерела.